# Bruun Juul Fog
Bruun Juul Fog (født 11. marts 1819, død 22. februar 1896) var en dansk biskop, biskop over Sjælland fra 1884 til 1895, hvor han 'nedlagde den sjællandske Hyrdestav'.
Fog var søn af pensioneret kaptain Laurits Fog og Christiane Bothilde Birgitte født Munthe af Morgenstierne. Han blev født i Stege, hvor hans fader dengang dyrkede en lille ejendoms jorder.

## Opvækst og uddannelse
Da kaptain Fog 1824
blev stadsvejermester i København, kom hans søn med, og efter at denne først havde besøgt et par mindre skoler, blev han, ti år gammel, indsat i Metropolitanskolen, hvor han til klassekammerater blandt andre havde Jens Christian Hostrup, Christian Ludvig Nicolai Mynster og Kristian Mantzius. 1837 blev han dimitteret til universitetet, hvor først Frederik Christian Sibbern og siden Hans Lassen Martensen havde stor indflydelse på ham.
Under Martensens påvirkning valgte han det teologiske studium, og efter en kort pessimistisk periode, i hvilken Heinrich Heine havde været hans yndlingslæsning, blev han påvirket af den hegelske spekulation, som da havde sin korte blomstringstid i Danmark.
Allerede i skolen havde daværende overlærer Bonaparte Borgen vakt hans interesse for klassikerne; under sit teologiske studium kom han i nøje forhold til filosofien, og denne dobbelte påvirkning har i høj grad præget hans åndelige personlighed og bestemt retningen af hans studier.
1843 underkastede han sig den teologiske embedseksamen, og derpå var han et par år lærer ved københavnske skoler, blandt andre ved Efterslægtselskabets realskole; en kort tid var han også huslærer hos 'overskjænken', hofembedsmanden, grev Danneskjold-Samsøe.
1845 blev han adjunkt i Roskilde, og samme år ægtede han sin moders søsterdatter Petra Emmerenze Høegh-Guldberg (født 1804 død 1870), datter af generalløjtnant i kavalleriet Christian Høegh-Guldberg.

## To år som lærer og ti år som landsbypræst
Efter to års lærervirksomhed i Roskilde blev han på grev Danneskjolds forslag udnævnt til præst i Nestelsø og Mogenstrup, og der tilbragte han omtrent ti år, sysselsat dels med sin præstegerning, dels med studiet af filosofien og klassikerne; og af og til havde han i sin præstegård unge mennesker, som han forberedte til artium. Under opholdet i Nestelsø skrev han en afhandling om Cartesius, René Descartes, den nyere filosofis fader, som han 1856 forsvarede for den filosofiske doktorgrad.

## En så alsidigt uddannet præst «hørte hjemme i Hovedstaden»
Allerede på en visitats i Nestelsø 1849 havde biskop Mynster ladet nogle ord falde om, at den så alsidigt uddannede landsbypræst
egentlig «hørte hjemme i Hovedstaden»; men først 1857 blev Fog kaldet til København som første residerende kapellan ved Holmens Kirke.
I begyndelsen havde han vanskelighed ved at trænge igennem, men i årenes løb samlede han sig en stor menighed, og han må uden tvivl regnes for en af de betydeligste danske prædikanter. I formel henseende hører han til samme skole som Martensen, men han repræsenterer en anden type inden for skolen. Medens man i Martensens prædikener stadig sporer virkningerne af fordybelsen i spekulationen og mystikken, mærker man hos Fog, at han har drukket dybt af det væld, der er udgået fra Platon og Augustin.
Der er i hans prædikener den samme tankens klarhed som hos Martensen, men der er mere farve over hans stil og større rigdom på billeder. Teksten til hans lejlighedstaler er ofte valgt med en lykkelig hånd, og han kan på en overraskende og slående måde bruge skriftens ord til belysning af den tanke, han vil udvikle. Derved får hans prædikener tit en ejendommelig vækkende kraft, og som taler til «de dannede blandt religionens Foragtere» har han haft stor betydning.
Hans bredkirkelige, lidet konfessionelle, dogmatiske standpunkt har i fortrinlig grad gjort ham skikket til at være apologet; det logiske i hans tale, hans fortrolighed med nutidens tænkning og digtning og hans harmoniske, åndfulde foredrag sikrede ham i mange år en fremskudt stilling som prædikant for den intelligente del af hovedstadens befolkning. «Saaledes bør der prædikes for en syg og forpint, dog ikke ødelagt Tid», skrev Vilhelm Topsøe en gang til ham efter en prædiken, han havde hørt i Holmens Kirke (Dagbladet 18. juli 1881).
I de første år af sin københavnske præstevirksomhed (1859-1861) holdt han også, med ministeriets understøttelse, forelæsninger
ved universitetet over filosofiens historie med særligt hensyn til religionsfilosofien, over læren om kirken, det teologiske studium og Augustins teologi, og denne virksomhed har sat en blivende frugt i den smukke og tankerige bog «Om det theologiske Studium», som han udgav 1861.
1865 blev han knyttet til pastoralseminariet som leder af de homiletiske og en kort tid tillige af de kateketiske øvelser, og mange af de studerende, der om søndagen samledes om hans prædikestol, fik derved lejlighed til at gøre indblik i hans homiletiske esse og til at høre ham udvikle sine tanker om den kunst at prædike.

## Holmens provst
1867 blev han ved Balthasar Münters død Holmens provst, og i de år, som fulgte, stod han på højdepunktet af sin indflydelse i hovedstaden. Ikke sjældent gav han sit ord med i laget, som da der forhandledes om indførelsen af tvungent borgerligt ægteskab og om kristendommens forhold til kulturen; og bevægelsen mod den lovordnede prostitution har i ham haft en af sine tidligste og ihærdigste forkæmpere.
Flere udenlandsrejser, gentagne gange til England, skærpede hans blik for de store religiøse og kirkelige modsætninger, der brydes i vor tid, og fortsat fordybelse i klassikerne og i den moderne teologiske, filosofiske, historiske og æstetiske litteraturs hovedværker satte ham i stand til med sikker forståelse at følge de forskellige faser i udviklingen af forholdet mellem kristendommen og kulturen.

## Biskop over Aarhus stift 1881 og 1884 over Sjællands stift
Da han 1881 ved Gerhard Peter Brammers tilbagetrædelse blev udnævnt til biskop over Århus Stift, forlod han København, og han slog hurtig rod i den jyske jordbund. Men allerede 1884 vendte han tilbage til hovedstaden som Martensens efterfølger på Sjællands bispestol. I denne stilling ventede der ham nye og vanskelige opgaver.
Det tilfaldt ham som formand at lede det nys oprettede kirkelige råd, for hvis domstol der blev indskudt mange spørgsmål, om hvis rette løsning meningerne var vidt forskellige. Han er væsentlig gået i Martensens spor, men uden at være uvillig til at gøre indrømmelser over
for modsatte synspunkter, hvor Folkekirkens ordning efter hans opfattelse kunne bære det. Og også som Sjællands biskop har han ved udgivelsen af et par prædikensamlinger givet bidrag til litteraturen.
Efter sin første hustrus død ægtede han 1878 Jacobe Francisca Münter (født 1835), datter af provst Balthasar Münter. I april 1888 blev han udnævnt til ordensbiskop, og i november samme år modtog han Storkorset af Dannebrog. Ved jubelfesten 1879 hædrede det teologiske fakultet ham ved at meddele ham den teologiske doktorgrad.